# Mengjiang (köping i Kina)
Mengjiang (kinesiska: 孟姜镇, 孟姜) är en köping i Kina. Den ligger i provinsen Hebei, i den norra delen av landet, omkring 290 kilometer öster om huvudstaden Peking. Antalet invånare är 17 822. Befolkningen består av 8 763 kvinnor och 9 059 män. Barn under 15 år utgör 13,0 %, vuxna 15-64 år 78 %, och äldre över 65 år 8,0 %.
Genomsnittlig årsnederbörd är 870 millimeter. Den regnigaste månaden är augusti, med i genomsnitt 225 mm nederbörd, och den torraste är januari, med 4 mm nederbörd.